# Marie-Joseph Guesdon
Marie-Joseph Guesdon (Palluau, 20 janvier 1852 - Paris 11e, 31 octobre 1934), aussi connu comme le père Joseph Guesdon, ou encore comme l'abbé Guesdon à la suite de son départ de la Société des Missions étrangères de Paris, est un prêtre missionnaire catholique, spécialiste de la culture et de la littérature du Cambodge au début du XXe siècle.

## Biographie: une vie pour le Cambodge

### Éducation catholique en Vendée et vocation missionnaire
Fils de François Guesdon et de Marie-Louise Briand, Marie-Joseph naît le 20 janvier 1852 à Palluau, dans le diocèse de Luçon, département de la Vendée. Deux ans plus tard, sa famille, des cultivateurs, déménage à Pouzauges, dans le même département. Après des études au petit séminaire des Sables d'Olonne, Marie-Joseph Guesdon se dirige, en 1869, vers le grand séminaire de Luçon, où il reçoit les ordres mineurs le 25 mai 1872.
Le 25 septembre 1872, il entre au séminaire des Missions Étrangères. En 1873, il compose paroles et musique du Gai Bonjour, un des "chants classiques" de la Société des Missions Étrangères. Sous-diacre le 20 décembre 1873, diacre le 30 mai 1874, prêtre le 19 septembre 1874, il reçoit sa destination pour le vicariat apostolique du Cambodge vers lequel il part le 2 décembre 1874.

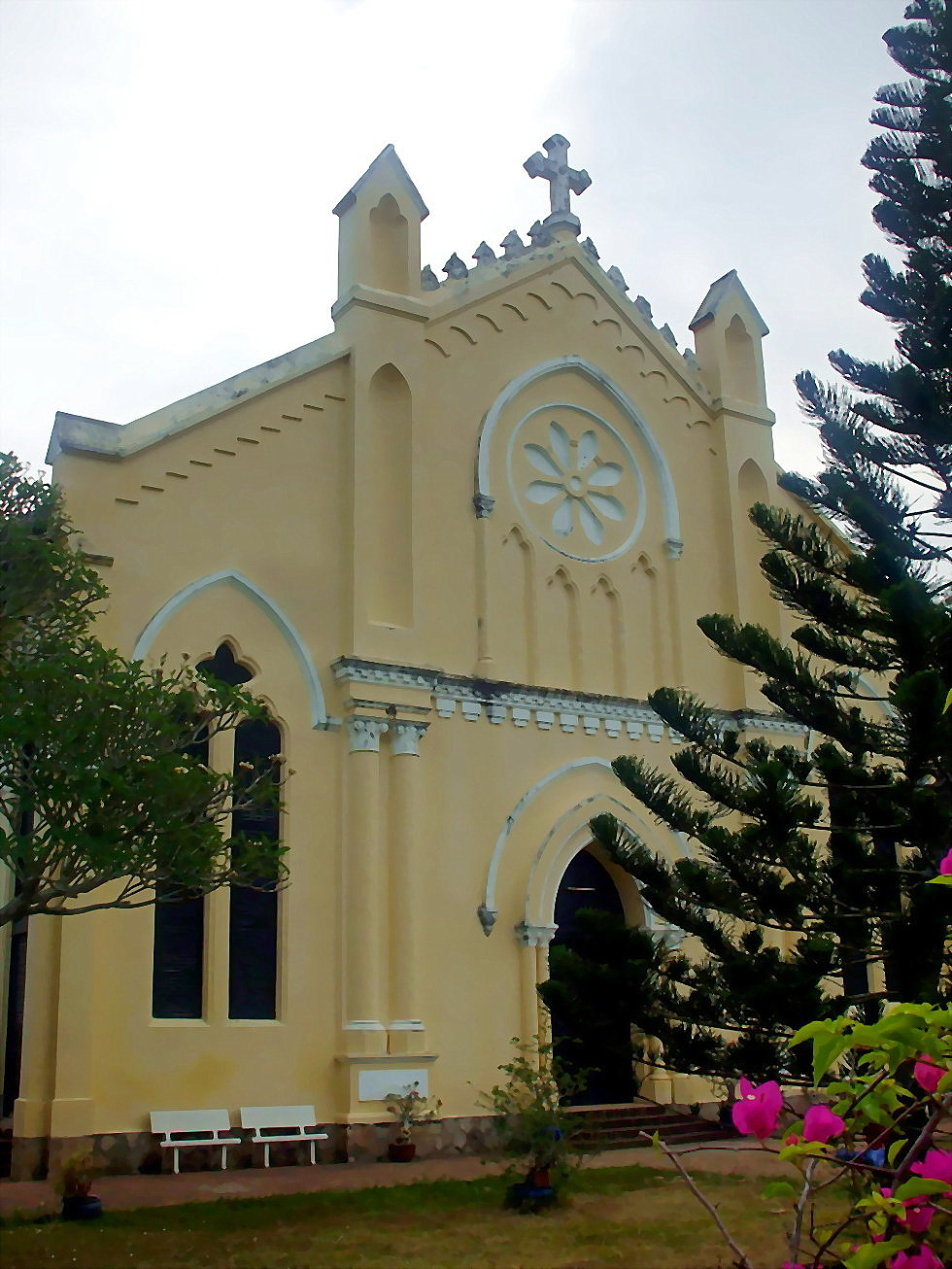
Façade de l'église Saint-François de Giêng où le père Guesdon est en poste de 1876 à 1879, sur une île du delta du Mékong formée par un bras septentrional du Mékong.

### Missionnaire en Indochine
Après une année d'étude de la langue vietnamienne, Marie-Laurent Cordier, supérieur de la mission, lui confie de 1876 à 1879, la chrétienté vietnamienne de Chava, administrée antérieurement par les prêtres de Culao-Gieng, dans la partie de la mission relevant politiquement de la Cochinchine. En 1879, il devient professeur au séminaire de Culao-Gieng.
En 1880 et 1881, il est chargé à Phnom Penh de la paroisse de l'Immaculée-Conception (Hoa-Lang), qui devient paroisse cathédrale et résidence épiscopale en 1883. Il en construit l'église. C'est lors de son passage à Hoa-Lang que Guesdon commence à se passionner pour la langue et la culture khmère.

### Passion de la culture khmère et recherches sur la littérature du Cambodge
Joseph Guesdon quitte la mission du Cambodge en 1881 pour un court séjour à Hong-Kong, où il découvre l'imprimerie des Missions Étrangères dite de Nazareth. Il passe ensuite quelque mois en 1882 dans le vicariat apostolique de la Cochinchine Septentrionale, actuellement l'archidiocèse de Hué. Cette même année, il traduit en français le "Dictionnaire Khmer-Latin" de la Mission. En désaccord avec ses supérieurs, il est contraint de quitter la Société des Missions étrangères pour, en août 1882, s'installer à la pagode de Khen-Soai, près d'une chrétienté tenue par un de ses amis, le père Lazard, dans l'actuelle district de Krouch Chhmar. Il y séjourne jusqu'en 1888, étudiant les caractères khmers, rassemblant une quantité de manuscrits cambodgiens et même laotiens. Il compose un "Dictionnaire complet Français-Cambodgien". Envoyé à Sóc Trăng, il y termine son dictionnaire et le parachève par la transcription des caractères khmers, ce qu'il édite en trois volumes in-4° de 1 200 pages chacun.
En 1886, M. Piquet, Résident général, le charge de dresser la carte du Cambodge, et de parcourir les provinces révoltées. Il relève le cours des affluents du Tonlé Sap, se rend à Kratié, Sambok, Sambor, et termine sa mission dans la région de Phnong.
En 1888, il rentre en France, où il passe trois ans pour rédiger alors la carte du Cambodge, et la présenter à la Société de Géographie. Il la vend ensuite au Ministère des Colonies et envoie gratuitement à l'administration coloniale de Saïgon sa collection de 600 clichés pris en Indochine durant la seconde moitié du XIXe siècle, et qui constituent un témoignage à la fois émouvant et fascinant d’un monde alors encore largement inconnu.  En 1889, la Revue "Les Missions Catholiques" publie des notes sur sa carte et sur son Dictionnaire Khmer.
En 1892, il retourne au Cambodge, mais malade, il est contraint rentrer en France la même année. En 1892-1893, après un professorat au Collège Saint-Sauveur de Saint-Germain-en-Laye, il retourne à la maison de Nazareth à Hong-Kong qui dispose d'une imprimerie avec des caractères pour de nombreuses langues asiatiques, et il y publie plusieurs livres en khmer.

### Retour en France et rédaction du Grand dictionnaire français-cambodgien
En 1900, de retour en France, et incardiné au diocèse de Paris, et pour le reste de sa vie, il sera aumônier des maisons tenues par les Filles de la Charité, rue d'Angoulême, sur la paroisse de Saint-Joseph-des-Nations, dans le XIe arrondissement parisien. Il consacre son temps libre, à l'étude de la langue et de la culture cambodgiennes. Resté en liaison constante avec ses anciens confrères, ceux-ci lui transmettent des documents par colis postaux. Avec la maison d'édition Plon & Nourrit de Paris, il entreprend la publication de textes khmers, créant pour cela, et à ses frais, de nouveaux types mobiles de caractères cambodgiens. Il fait l'analyse et la critique de sutras, recueille plus de 600 proverbes, s'intéresse aux inscriptions lapidaires, publie trente-sept ouvrages de contes, et des livres concernant l'éducation, et le bouddhisme. En 1924, il s'adonne à l'étude de la langue laotienne pour laquelle il compose des caractères typographiques.
À partir de 1915, sous les auspices de la Commissions archéologique de l'Indochine du Ministère de l'Instruction publique et des Beaux-Arts, l'abbé Guesdon poursuit avec une constance et une régularité méritoires la publication de son grand dictionnaire francais-cambodgien. Grâce aux corrections sévères du khmérologue George Coedès, son œuvre deviendra néanmoins un "précieux instrument de travail". Le travail est considérable: par rapport à son premier dictionnaire, le nombre de mots khmers cités est porté de six-mille à dix-huit mille. Son Dictionnaire Français-Cambodgien est proposé en 1932, pour le prix de l'Académie des Inscriptions et Belles-Lettres.
Il travailla en liaison constante avec l'École Pratique des Hautes Études, et l'École Française d'Extrême-Orient à laquelle il lègue ses manuscrits. Mais il entretint aussi des relations suivies avec le Carmel de Lisieux et compose une cantate en l'honneur de Sainte Thérèse de l'Enfant-Jésus reproduite par les "Échos Missionnaires " d'avril 1945.
Marie-Joseph Guesdon meurt à son domicile particulier, au Couvent des Filles de la Charité, rue d'Angoulême, à Paris, le 31 octobre 1934.

## Postérité

### Création de prototypes de l'impression en langue khmère

Pour expliquer la complexité de la création des caractères d'imprimerie en langue khmère, il faut savoir que l'alphabet khmer comporte pas moins de 33 consonnes, 24 voyelles simples (qui peuvent avoir deux prononciations différentes), et 15 voyelles autonomes.

L'édition cambodgienne débute à Paris grâce à l'abbé Joseph Guesdon qui dessine en 1894 une police khmère et s'associe avec l'éditeur Plon-Nourrit pour publier des classiques khmers et des livres de prières catholiques.
En 1943, lors d'une exposition du livre et des arts graphiques en Indochine, réalisée par le Ministère de l'Information avec le concours de l’École français d'Extrême-Orient dans la Galerie Mazarine de la Bibliothèque nationale, Suzanne Karpelès a exposé entre autres 57 caractères cambodgiens en bois que le père Guesdon avait fait graver en 1914 pour l'impression de son dictionnaire cambodgien.

### Pionnier de l'étude de la littérature khmère
Joseph Guesdon est considéré à son époque comme "un des meilleurs connaisseurs du Cambodge ancien et moderne" capable de donner une vision d'ensemble de la littérature khmère traditionnelle., Aujourd'hui, il est apprécié comme un des pionniers de l'étude de la littérature khmère, notamment par Khing Hoc Dy, rénovateur de la littérature khmère après l'anéantissement de celle-ci par les Khmers rouges. L'étude de l'abbé Guesdon sur la littérature khmère et le bouddhisme exprime synthétiquement ses années de recherches à ce sujet, et démontre comment, selon lui, toute la littérature khmère s'est réduite à la vie du Bouddha.

### Fonds Guesdon à l’École française d'Extrême-Orient
Les archives de l'École française d'Extrême-Orient à Siem Reap conservent de nombreux poèmes, sāstrā lbaeng, et des contes populaires collectés par le missionnaire des Missions Étrangères Joseph Guesdon. De nombreux documents de travail de Joseph Guesdon sont également inclus dans la collection, notamment des notes en vue de l’édition de ses dictionnaires français-khmer-pali et cambodgien-français. Certains documents concernent l’étude de l’alphabet cambodgien en vue de la création d’une machine à écrire ou pour l’imprimerie en caractères khmers.

### Études en khmérologie
- Missions Catholiques 1889 : 221-400 [Notes sur sa carte du Cambodge].
- "Nokor khmèr lok Kédong maha sangrâc bàn tomnip chnàm Kristang 1900 " / [carte du royaume du Cambodge, faite en l'année chrétienne 1900. - Paris : chez l'auteur, 1900]. Première carte du Cambodge, en cambodgien; conservée à l'EFEO.
- Manuel français-cambodgien.  Paris : Plon-Nourrit, 1904, 740p.
- Dictionnaire français-khmêr-pali d'après les textes khmers . Paris, 1907 : Plon-Nourrit et Cie, 237 p.
- Dictionnaire pali-français. Paris, 1908 : Plon-Nourrit et Cie, 310 p. [Traduction du "Dictionary of the Pali language" de Robert Cœsar Childers.]
- « La Littérature khmère et le bouddhisme » in  Anthropos 1, 1906 : 91-109 & 278-295.
- « Réach Kol : analyse et critique du poème khmer » in Anthropos 1, 1906 : 804-817.
- Dictionnaire cambodgien-français. Paris : Plon-Nourrit et Cie, 1915, 928 p (3 vol.).
- Dictionnaire français-cambodgien. Paris, Plon, 1931 : 1982 p (2 vol.).1889 : 221-400 [Notes sur sa carte du Cambodge].

### Compositions musicales
- Composition d'un des chants les plus connus des Missions Étrangères, Le gai bonjour.
- Cantate de sainte Thérèse de Lisieux, publiée dans les Échos Missionnaires en avril 1945.